# Nothofagus pullei
Nothofagus pullei är en tvåhjärtbladig växtart som beskrevs av Cornelis Gijsbert Gerrit Jan van Steenis. Nothofagus pullei ingår i släktet Nothofagus och familjen Nothofagaceae. Inga underarter finns listade i Catalogue of Life.